# Wenge Musica
Wenge Musica est un groupe musical congolais, originaire de Kinshasa. Wenge Musica, orchestre amateur à ses débuts, devient en dix ans, après la sortie de son premier album en mai 1988, une référence du mouvement Ndombolo en République démocratique du Congo.

## Histoire

### Débuts et apogée
En 1988 paraît Bouger!! Bouger!! Makinzu!!! album enregistré au Studio Bobongo à Kinshasa, publié par le producteur BISEL. L'album comprend Nicky D de Werrason, 03 chansons de JB Mpiana, La Fille de Roi, Bakolo Budget et Mulolo titre éponyme et phare de l'album qui fera connaitre de l'orchestre du grand public, Dodo la Rose de Didier Massela, et pour finir, Fisol d'Alain Makaba. À sa sortie, les observateurs de la presse kinoise apprécie le cachet musical de Wenge Musica, qui s'inspire du rythme du King Kester Emeneya. Werrason est notamment comparé au leader de Victoria Eleison de par sa voix basse. De plus, l'album Bouger!! Bouger!! Makinzu!!! est réalisé et arrangé avec des sonorités électroniques, à l'instar de l'album Nzinzi. Le groupe devient dès lors le modèle d’une nouvelle génération cultivant le BCBG et la SAPE. Les titres Djino et Dady Bitodi animent les salles de spectacles et les boîtes de nuit de Kinshasa.
Wenge Musica apparait dans le documentaire de la BBC, Under African Skies, sorti en 1989.

### Autres albums
Le guitariste Blaise Kombo décède en juillet 1990 dans un accident de la circulation, à la suite d'un concert à Nsele. Le jeune Patient Kusangila, arrivant de l'orchestre Attraction Babylon, ancien rival de Wenge Musica, prend place à la guitare rythmique. Quelque temps après cet évènement, Maradona et Djolina quittent le groupe. C'est Titina « Al Capone » Mbwinga, qui, désormais, joue des baguettes en remplacement de Maradona.
Wenge Musica fait paraître son nouvel opus, Kin é Bougé, enregistré à Bruxelles. Au retour de la tournée Européenne, les kinois découvrent deux nouveaux musiciens : Ficarré Mwamba, guitariste soliste, transfuge de l'orchestre Litonge Bouge, et Désiré Kalala, claviériste arrivant du Centre culturel français de Kinshasa où il joue avec un orchestre dénommé Exodus. Ces deux nouvelles arrivées seront un apport important pour le cachet sonore de Wenge Musica spécifiquement lors des deux nouveaux albums que Wenge enregistre en 1992 et 1993.
Pleins feux, est enregistré en 1992, lors d'un nouveau voyage à Bruxelles. Lors de ce voyage belge, Wenge Musica livre un concert dans la salle bruxelloise de la Madeleine. Toutefois, l'album ne verra le jour qu'en 1996.
Désormais habitué des prestations en Europe, le groupe se frotte, lors d'un concert à Paris en 1993, au Zaïko Langa Langa. Au cours de cette production, Wenge Musica collabore pour la première fois avec des artistes non-congolais : les musiciens de Kassav', qui sont eux, déjà habitués des expériences interculturelles Afro-Caribéennes. L’album Kala Yi Boeing, est enregistré, toujours à Bruxelles, la même année. Manda Chante quitte à son tour le groupe pour rejoindre Wenge Aile Paris. Pour remplacer sa voix aiguë Aimélia Lias est retenu et s'impose notamment lors du premier concert de Wenge Musica au Bataclan de Paris, dans l'année suivante. Dans le même temps, Burkina Faso Mboka Liya, l'ancien guitariste de Choc Stars et Big Stars, est incorporé à l’équipe par Werrason.

### Derniers instants et séparation
En 1994, paraît le cinquième album et premier double, Les Anges adorables, ponctué par des chansons comme Hi Ho Ha New Image, Tuna Tina Jack Kitshindja, Sourires des vendeurs, La Tempête du désert, La Vie ou Surprise Kapangala dans la lignée de Kala-Yi-Boeing.
En 1995 sort Pile ou face, l'album solo d'Alain Makaba. Ce dernier va faire naître des volontés nouvelles d’émancipation des têtes d'affiches JB Mpiana et Werrason, souhaitant également réaliser des opus solo.
Wenge Musica est désormais un orchestre phare du panorama musical zaïrois, s'offrant, en 1995, une première production aux États-Unis grâce à Papy Kimbi, expatrié depuis le début des années 1990.
En 1996, ils sortent l'album Pentagone! et son single éponyme, œuvre de Roberto Wunda Ekokota. Lors de sa tournée européenne, Wenge Musica joue les chansons qui composent l'album. Il faut considérer que cet album est le dernier de Wenge Musica, car Feux de l'amour est crédité au nom de JB Mpiana. Ce nouvel album est enregistré au cours de la tournée européenne de 1996-1997. Avec Papa Wemba en guest-star, JB Mpiana obtient un disque d'or. La danse Ndombolo se popularise en Afrique et en Europe, et donne son nom à la musique zaïroise devenue congolaise avec la chute de Mobutu en mai 1997.
À l'instar du Zaïre, Wenge Musica se disloque en septembre 1997 : les quatre « administrateurs », Makaba, Mpiana, Werrason et Masela s'entendent pour que chacun puisse réaliser un album solo. Le groupe se sépare en deux entités distinctes : Wenge BCBG Les Anges Adorables, et Wenge Musica Maison Mère.

### Retours
Fin 2010, grâce à un sponsor, l'opérateur téléphonique Airtel, une soirée privée a vu pour la première fois en 13 ans, la réunion du groupe pour un seul concert Sur scène étaient présents Werrason (brièvement avant de partir pour un autre concert), Blaise Bula, Alain Makaba, Adolphe Dominguez, Alain Mpela, Aimelia Lias, Didier Masela, Titina Al Capone, Théo Bidens et Ali Mbonda accompagnés de quelques musiciens de session. JB Mpiana n'a pas participé à cet événement, il se rendait alors à Paris pour des raisons professionnelles.
Le groupe se reforme en 2022 après 25 ans de séparation.

## Discographie

### Albums studio
- 1988 : Bouger!! Bouger!! Makinzu!!!
- 1989 : Live (remix des chansons de l'album Bouger!! Bouger!! Makinzu!!!)
- 1991 : Kin É Bougé
- 1992 : Pleins feux
- 1993 : Kala-Yi-Boeing
- 1994 : Les Anges adorables (volumes I et II)
- 1996 : Pentagone

### Singles
- 1986 : Bébé Ake Naye
- 1986 : Laura
- 1986 : Césarine

### Apparitions et participations
- 1989 : Dodo La Rose (en live dans l'album du documentaire Under African Skies)
- 1993 : Kin E Bouger (2e version) (dans l'album compilation La Roue de la chanson)

## Groupes affiliés
- Wenge Musica Aile Paris
- Wenge El Paris
- Wenge Kumbela
- Wenge BCBG
- Wenge Musica Maison Mère
- Wenge Référence
- Pondération 8
- Wenge Musica 5/5
- Wenge Tonya-Tonya
- Génération A
- Les Marquis De Maison Mère
- Les Gaulois De La Jet-Set
- École Des Callugistes
- Wenge Pusana To vanda
- Al'Intime
- Team Wata